# Kastell Kesselstadt
Kastell Kesselstadt war ein römisches Kastell im Bereich der Wetteraulinie des Obergermanisch-Raetischen Limes. Es befindet sich im alten Ortskern von Hanau-Kesselstadt im Main-Kinzig-Kreis in Hessen. Funktion, Belegung und Zuordnung zum Limes sind weitgehend ungeklärt.

## Lage

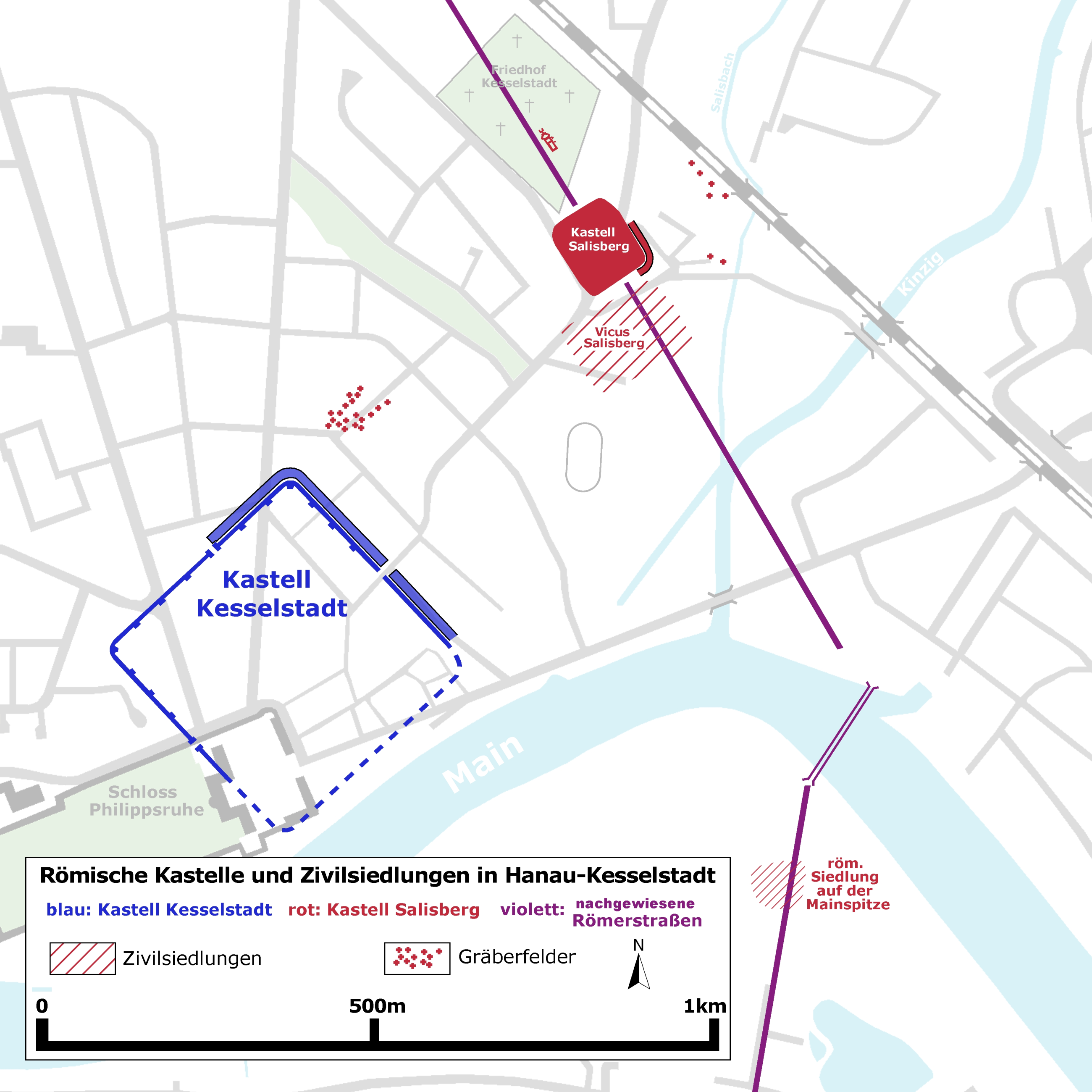
Kastelle und Zivilsiedlungen in Kesselstadt

Das Kastell befindet sich auf einer leichten Erhebung am Nordufer des Mains und wird heute komplett vom Kesselstädter Ortskern sowie teilweise vom Schloss Philippsruhe überdeckt. 400 m östlich mündet die Kinzig von Norden kommend in den Main. Der Main selbst verläuft bis kurz vor der Kinzigmündung von Süd nach Nord und biegt in einer weiten Kurve nach Westen ab. Die Lage an diesem Mainknie mit der Verbindung über beide Flüsse zu den nächstgelegenen Limeskastellen dürfte einen wesentlichen Ausschlag für die Wahl des Ortes gegeben haben. Östlich des Kastells verlaufen weitere feuchte Niederungen (Salisbach und Weihergraben), welche die Annäherung von der Grenzseite her zusätzlich erschwerten.

## Erforschung
Bereits in der ersten Hälfte des 19. Jahrhunderts wurde in der Nähe des Ortes Kesselstadt aufgrund des Ortsnamens (Kessel-Kastell) ein römisches Kastell vermutet. Funde von römischen Gräbern beim Bau der Frankfurt-Hanauer Eisenbahn 1847 waren Gegenstand von frühen Ausgrabungen des Hanauer Geschichtsvereins, der wenige Jahre zuvor gegründet wurde. Man suchte nun das Kesselstädter Kastell im Bereich des Salisbergs, zuvor waren bereits 1845 römische Fundamente auf der gegenüberliegenden Mainspitze entdeckt worden. Die Meinungen gingen auseinander im Kreis der Vereinsforscher, denen diese frühen Forschungen zuzurechnen sind. Während Albert Duncker sich für die Mainspitze entschied, suchten Reinhard Suchier und Jakob Rullmann das Kastell in der Nähe des Salisbergs oder in der Nähe des Kesselstädter Ortskerns.
1886 gelang Georg Wolff, dem Streckenkommissar der Reichs-Limeskommission, die Entdeckung eines Kastells in Kesselstadt sowie die Auffindung römischer Mauern am Köppelweg südlich des Kastells Salisberg (wohl ein Teil des später dort entdeckten Vicus). Der Fund gelang eher zufällig, denn Wolff wurde während der Suche nach Römerstraßen auf das Gussmauerfundament aufmerksam gemacht. Grabungen Wolffs fanden 1886/87 sowie 1896 im Auftrag der Reichs-Limeskommission statt. Er konnte große Abschnitte der Mauer im noch unbebauten Bereich nördlich und nordwestlich Kesselstadts freilegen. Die östliche Mauer war nur noch streckenweise zwischen der Bebauung nachzuweisen. Im Süden und Südwesten waren große Teile bei der Errichtung von Schloss Philippsruhe auf einer Plattform mit der vorherigen archäologischen Substanz zerstört worden. Doch glaubte Wolff, unterhalb von Schloss Philippsruhe, nahe am Main, ein kleines Stück der Südmauer feststellen zu können. Zwar konnte Wolfgang Czysz 1980 an dieser Stelle keine Fundamentreste mehr ausfindig machen, so dass er letztlich vermutete, dass die Römer an dieser Seite des Kastelles keine Mauer errichtet hätten, doch gelang dem Hanauer Geschichtsverein 1994 im Anwesen Mittelstraße 4 der Nachweis der über 2 m breiten Fundamente dieser südöstlichen Kastellflanke.
Auch eine Untersuchung des Landesamtes für Denkmalpflege Hessen 1975/76 im Bereich einiger noch unbebauter Grundstücke konnte die Ergebnisse Wolffs bestätigen. Die massive Kastellmauer wurde und wird gelegentlich noch bei Baumaßnahmen in Alt-Kesselstadt angeschnitten. Größere Ausgrabungen sind aber aufgrund sehr weitgehender Überbauung nicht mehr zu erwarten.

## Anlage
Nach den Grabungsergebnissen ergibt sich folgendes Bild der Anlage:
Der ergrabene Grundriss schließt eine fast quadratische Kastellfläche von 375 × 375 Metern ein, was einem Flächeninhalt von 14 ha entspricht. Geklärt ist inzwischen, dass auch an der dem Main zugewandten Südostseite eine Mauer bestand. Die nach Osten verschobene Achse der via principalis belegt eine Ausrichtung nach Osten zur Kinzig hin.
Die 1,70 m breite Mauer saß auf einem 2,2 m breiten Fundament, das im nordwestlichen Bereich direkt auf die Kiesschicht im Untergrund aufgesetzt wurde. In der Nähe zum Main fand sich unter dem Gussmauerwerk häufig eine trockene Stickung aus hochkant gestellten Basaltsteinen. Das Mauerwerk wurde ebenfalls aus Basaltsteinen, wahrscheinlich vom nahen Wilhelmsbader Steinbruch, sowie grobkörnigem Sand und reichlich Mörtel hergestellt. Sechs ausgegrabene Zwischen- und Ecktürme ermöglichen eine Rekonstruktion mit wahrscheinlich vier trapezförmigen Eck- und 22 Mauertürmen. Das nordwestliche und das südwestliche Tor konnte jeweils durch kleinere Sondageschnitte nachgewiesen werden. Festgestellt wurden doppelte Spitzgräben (Breite je 8,50 m, Tiefe 1,78 m), jedoch nur an den westlichen und nordwestlichen Abschnitten.
Auch von der Innenbebauung des Kastells ist nichts bekannt. Zwar konnte die den Wall innen begleitende Lagerstraße (via sagularis) durch eine Schotterung nachgewiesen werden, die „Hauptstraßen“ des Kastells (via praetoria und via principalis) wurden nicht nachgewiesen.
Doch muss das Kastell einige Zeit an der Oberfläche sichtbar gewesen sein. Besonders im östlichen Kastellbereich nehmen noch einige Straßen von Alt-Kesselstadt Bezug auf Strukturen des Kastells, während im Westen eine Neuausrichtung der Hauptverkehrsachsen entlang der Kastanien- und Burgallee spätestens mit der Errichtung von Schloss Philippsruhe 1701–1725 erfolgt ist. Die heutige Jakob-Rullmann-Straße entspricht im Wesentlichen der via praetoria, die Pfarrer Hufnagel-Straße verläuft im ehemaligen Graben vor der nordöstlichen Kastellfront.
Südöstlich des Kastells konnte Wolff die Reste einer Mainfurt nachweisen. Die Furt wurde in späterer Zeit ersetzt durch eine Mainbrücke, deren Pfahlstümpfe man 1886 und 1893 250 m oberhalb der Kinzigmündung in der Nähe zum heutigen Hafenbecken des Wasser- und Schiffahrtsamtes fand. Die zugehörige Straße führte jedoch zum nördlich davon gelegenen Vicus am Salisberg und stellte eine Achse des dortigen Kastells dar.

Pfähle der römischen Mainbrücke bei der Auffindung 1886 oder 1893

## Historische Einordnung
Aufgrund der fehlenden Innenbebauung und des Befundes des fehlenden Grabens an der Westseite wurde eine kurze Belegung des Kastells Kesselstadt oder sogar ein Abbruch der Bauarbeiten noch während der Errichtung vermutet. Der Mangel an Fundstücken aus dem Kastellbereich (die bei Wolff gezeigten Funde entstammen weitestgehend dem Kastell Salisberg, das erst später entdeckt wurde) könnte diese These stützen, führt aber insgesamt zu Unsicherheiten bei der historischen Einordnung des Kastells.
Kesselstadt ist mit einer Fläche von 14 ha weit größer als die üblichen Alen- und Kohorten-Kastelle am Obergermanisch-Raetischen Limes (zum Vergleich: die nächstkleineren Kastelle sind die Alenkastelle von Aalen und Okarben mit je sechs Hektar).  Es wird nur übertroffen von den Legionslagern am Rhein sowie einem Kastell in Rottweil. Die Einheit scheint also eher im Bereich der Legionen oder deren Vexillationen zu suchen sein. Diese starke Truppenpräsenz, die massive Steinbauweise mit Zwischentürmen sowie die Lage am Mainknie und der Kinzigmündung legen nahe, dass Kastell Kesselstadt Teil einer Strategie war, die nach kurzer Zeit verworfen wurde. Das einzige Ereignis, das in der Frühzeit des Limes dafür in Frage käme, wäre der Aufstand des Lucius Antonius Saturninus gegen Kaiser Domitian 89 n. Chr., in dessen Folge größere Truppenverbände auf kleinere Standlager verteilt wurden.
Die Funktion zur Überwachung des Mainknies übernahm in der Folge das wesentlich kleinere Kastell am Salisberg, das vermutlich für eine Kohorte oder sogar nur einen numerus bestimmt war. Dieses gehört zu einer früheren Limeslinie von Nidderau-Heldenbergen über Mittelbuchen zum Main bei Hanau, wie durch Neufunde zweier römischer Kastelle bei Hanau-Mittelbuchen nachgewiesen werden konnte.

## Denkmalschutz
Das Kastell Kesselstadt ist ein Bodendenkmal nach dem Hessischen Denkmalschutzgesetz. Nachforschungen und gezieltes Sammeln von Funden sind genehmigungspflichtig, Zufallsfunde an die Denkmalbehörden zu melden.